# Eskil Claesson
Eskil Arne Claesson, född 3 augusti 1910 i Öckerö församling, Göteborgs och Bohus län, död 16 juli 1992, var en svensk väg- och vattenbyggnadsingenjör.
Claesson utexamineras från Chalmers tekniska institut 1936. Han var biträdande ingenjör hos Jönköpings stad 1936–1938, anställd vid AB Vattenbyggnadsbyrån i Stockholm 1938–1941, biträdande stadsingenjör i Söderhamns stad 1941–1945, stadsingenjör i Kramfors 1945 och 1946, blev stadsingenjör i Hudiksvalls stad 1947 samt byggnadschef i Söderhamns stad 1952 och i Järfälla landskommun från 1955.